# Емірхан Ілхан
Емірхан Ілхан (тур. Emirhan İlkhan, нар. 1 червня 2004, Стамбул, Туреччина) — турецький футболіст, півзахисник італійського клубу «Торіно» та молодіжної збірної Туреччини. На правах оренди грає на батьківщині за «Істанбул Башакшехір».

## Ігрова кар'єра

### Клубна
Емірхан Ільхан є вихованцем стамбульського клубу «Бешикташ». 5 січня 2022 року у матчі за Суперкубок Туреччини проти «Антальяспора» він дебютував у першій команді. 9 січня Ільхан зіграв першу гру в чемпіонаті країни, де відмітився забитим голом. У віці 17 років і 222 днів Емірхан став наймолодшим автором забитого гола в історії «Бешикташа» після Батухана Караденіза.
У серпні 2022 року футболіст приєднався до італійського клубу «Торіно». До найближчих планів тренерського штабу нової команди не входив і, провівши за неї чотири гри, за півроку був відданий в оренду до «Сампдорії». У цій команді дещо частіше з'являвся на полі, утім усе ж досить не регулярно.
У серпні 2023 року був знову відданий в оренду, цього разу на батьківщину до клубу «Істанбул Башакшехір».

### Збірна
У червні 2022 року Емірхан Ільхан дебютував у складі молодіжної збірної Туреччини. У листопаді того року був викликаний на товариський матч національної збірної Туреччини але на поле тоді не вийшов.

## Статистика виступів

### Статистика клубних виступів
Станом на 30 серпня 2023
| Сезон              | Команда            | Чемпіонат          | Чемпіонат | Чемпіонат | Національний кубок | Національний кубок | Національний кубок | Континентальні кубки | Континентальні кубки | Континентальні кубки | Інші змагання | Інші змагання | Інші змагання | Усього | Усього | Усього |
| Сезон              | Команда            | Ліга               | Ігор      | Голів     | Ліга               | Ігор               | Голів              | Ліга                 | Ігор                 | Голів                | Ліга          | Ігор          | Голів         | Ігор   | Голів  |        |
| ------------------ | ------------------ | ------------------ | --------- | --------- | ------------------ | ------------------ | ------------------ | -------------------- | -------------------- | -------------------- | ------------- | ------------- | ------------- | ------ | ------ | ------ |
| 2021–22            | «Бешикташ»         | СЛ                 | 11        | 1         | КТ                 | 0                  | 0                  | ЛЧ                   | 0                    | 0                    | TSK           | 1             | 0             | 12     | 1      |        |
| 2022-січ. 2023     | «Торіно»           | A                  | 4         | 0         | КІ                 | 0                  | 0                  | -                    | -                    | -                    | -             | -             | -             | 4      | 0      |        |
| січ.-черв. 2023    | «Сампдорія»        | A                  | 8         | 0         | КІ                 | -                  | -                  | -                    | -                    | -                    | -             | -             | -             | 8      | 0      |        |
| лип.-серп. 2023    | «Торіно»           | A                  | 0         | 0         | КІ                 | 0                  | 0                  | -                    | -                    | -                    | -             | -             | -             | 0      | 0      |        |
| Усього за «Торіно» | Усього за «Торіно» | Усього за «Торіно» | 4         | 0         |                    | 0                  | 0                  |                      | 0                    | 0                    |               | -             | -             | 4      | 0      |        |
| серп. 2023–24      | «Істанбул ББ»      | СЛ                 | -         | -         | КТ                 | -                  | -                  | -                    | -                    | -                    | -             | -             | -             | -      | -      |        |
| Усього за кар'єру  | Усього за кар'єру  | Усього за кар'єру  | 23        | 1         |                    | 0                  | 0                  |                      | 0                    | 0                    |               | 1             | 0             | 24     | 1      |        |

### Статистика виступів за збірну
Станом на 30 серпня 2023
| Дата      | Місто   | Господарі | Результат | Гості     | Турнір                             | Голи | Примітки |
| --------- | ------- | --------- | --------- | --------- | ---------------------------------- | ---- | -------- |
| 10-6-2022 | Стамбул | Туреччина | 0 – 0     | Казахстан | Кваліфікація молодіжного Євро-2023 | -    | 46'      |
| 14-6-2022 | Вайле   | Данія     | 3 – 2     | Туреччина | Кваліфікація молодіжного Євро-2023 | -    | 85'      |
| Усього    |         | Матчів    | 2         |           | Голів                              | 0    |          |

## Титули
Бешикташ
 Переможець Суперкубка Туреччини: 2021